# محمد بن همام
محمد بن همام عبدالله (۸ مه ۱۹۴۹ در دوحه، قطر) رئیس کنفدراسیون فوتبال آسیا از اوت ۲۰۰۲ تا مه ۲۰۱۱ و عضو شورای اجرایی فیفا از ۱۹۹۶ تا ۲۰۱۱ بود.
کمیته اخلاقی فیفا در سال ۲۰۱۱ وی را به دلیل پرداخت رشوه تا پایان عمر از هرگونه فعالیت حرفه‌ای در فوتبال محروم کرد. هرچند یک سال پس از رای نهایی کمیته اخلاقی فیفا، با شکایت بن همام به دادگاه حکمیت ورزش محرومیت مادام‌العمر وی لغو شد.
بن همام از ۱۹۹۲ تا ۱۹۹۶ رئیس فدراسیون فوتبال قطر بود و پیش از آن نیز ریاست فدراسیون‌های والیبال و پینگ پنگ و باشگاه الریان قطر را به عهده داشت.